# Bacang (Bukit Intan)
Bacang is een bestuurslaag in het regentschap Pangkal Pinang van de provincie Bangka-Belitung, Indonesië. Bacang telt 7137 inwoners (volkstelling 2010).